# Kurier Codzienny (1865–1905)
Kurier Codzienny – pismo wydawane w Warszawie w latach 1865–1905. Początkowo przez braci Orgelbrandów z Mieczysławem jako redaktorem naczelnym i Hipolitem jako wydawcą, od 1887 do 1903 przez przedsiębiorstwo wydawnicze Gebethner i Wolff, które nadało mu profil informacyjno–polityczny, pod redakcją Karola Kucza. W grudniu 1905 krótkotrwały jedyny legalny organ PPS. Pismo znalazło się w niełasce i po wydaniu 15 kolejnych numerów i publikacji odezwy Do ludu władze carskie nakazały jego zamknięcie.
Z pismem współpracował m.in. Bolesław Prus. „Kurier Codzienny” był też pierwszą polską gazetą, która miała stałego zagranicznego korespondenta w krajach Ameryki Łacińskiej – Stefana Nesterowicza.